# Jintang (köpinghuvudort i Kina, Hubei Sheng, lat 29,31, long 114,17)
Jintang är en köpinghuvudort i Kina. Den ligger i provinsen Hubei, i den centrala delen av landet, omkring 140 kilometer söder om provinshuvudstaden Wuhan. Antalet invånare är 14 547. Befolkningen består av 7 499 kvinnor och 7 048 män. Barn under 15 år utgör 18,0 %, vuxna 15-64 år 72 %, och äldre över 65 år 8,0 %.
Runt Jintang är det ganska tätbefolkat, med 160 invånare per kvadratkilometer. Närmaste större samhälle är Gangkou, 14,3 km norr om Jintang. I omgivningarna runt Jintang växer i huvudsak blandskog.
Genomsnittlig årsnederbörd är 2 181 millimeter. Den regnigaste månaden är maj, med i genomsnitt 349 mm nederbörd, och den torraste är januari, med 56 mm nederbörd.